# Elecciones generales de Venezuela de 1988
Las elecciones generales de Venezuela de 1988 fueron celebradas el domingo 4 de diciembre de 1988 para elegir al nuevo presidente de la república y junto con elecciones para renovar la Cámara de Diputados y el Senado. 
Los resultados de los comicios dieron como ganador a Carlos Andrés Pérez, quien logró ser electo por segunda oportunidad y esta vez con la mayoría absoluta. Pérez ya había resultado triunfador 15 años atrás, en las elecciones de 1973. Se consideran las últimas de la competencia bipartidista entre Acción Democrática y COPEI.

## Contexto
Para el año de 1988, el presidente de Venezuela era Jaime Lusinchi, elegido por Acción Democrática en las elecciones generales de 1983 para el período constitucional 1984-1989. Entonces, la designación de un sucesor para el período presidencial constitucional 1989-1994 suponía celebrar la séptima elección presidencial posterior al derrocamiento de Marcos Pérez Jiménez, en 1958 y desde el comienzo de la democracia en el país.
Producto del Viernes Negro, ocurrido el 18 de febrero de 1983, Venezuela atravesaba para 1988 una crisis económica, siendo un tema principal para la opinión pública venezolana de ese entonces, además de la corrupción administrativa. Como otro asunto importante, a finales de 1984 se constituyó la Comisión Presidencial para la Reforma del Estado (COPRE), que trató de impulsar la descentralización político-territorial en Venezuela, pero los principales líderes de Acción Democrática, dentro de los cuales se encontró el mismo presidente Lusinchi, lograron retardar en el Congreso de la República los mecanismos de elección de autoridades políticas para los estados y municipios venezolanos, de manera que, aunque se avanzó en materia de descentralización en los años previos a 1988, seguía siendo materia pendiente dentro de la política venezolana su profundización.

## Candidatos
Aunque se inscribieron oficialmente un total de 24 candidaturas, solo dos de los postulados tenían auténticas posibilidades de ganar la Presidencia de la República; estos eran el socialdemócrata Carlos Andrés Pérez y el democristiano Eduardo Fernández. La izquierda volvió a fallar de manera sistemática en alcanzar un acuerdo para postular una candidatura unitaria y concurrió a los comicios de manera atomizada. Los principales candidatos inscritos fueron:
- Carlos Andrés Pérez, carismático líder postulado nuevamente por el partido oficialista Acción Democrática. Tenía el aval de haber sido presidente en el período 1974-1979, del cual las generaciones mayores recordaban la bonanza económica. En su contra no solamente jugaba la percepción negativa del gobierno de su compañero de partido, Jaime Lusinchi, que atravesó serios problemas económicos y estaba salpicado por diversos escándalos de corrupción, sino además divergencias con la dirigencia de su propio partido. Su lema de campaña fue sencillamente "El Presidente", apelando a la experiencia como respaldo. Hizo uso extensivo de jingles y recibió amplia difusión por los medios de comunicación.

- Eduardo Fernández, abogado de profesión y secretario general del antagónico partido COPEI. En su contra tenía su inexperiencia como gobernante (habiendo sido únicamente diputado por COPEI), pero además -y especialmente- una fuerte oposición interna en su partido, promovida por el fundador y expresidente Rafael Caldera (a quien derrotó en las elecciones internas del partido el año anterior). Analistas políticos han señalado esa como una de las causas que contribuyeron a la derrota de su candidatura. Acuñó el apodo de "El Tigre", apelando a la juventud y energía como aval (Fernández era 25 años menor que Pérez) y se publicitó como "el presidente Nuevo".

- Teodoro Petkoff, economista y exlíder guerrillero, nuevamente postulado por el MAS, de tendencia izquierdista. Su principal argumento era la lucha contra la corrupción, cuya percepción creció notablemente durante el gobierno de Lusinchi. Su eslogan de campaña fue ¡Ya está bueno ya!

- Ismenia Villalba, esposa del fundador de URD, Jóvito Villalba. Fue la primera mujer en postularse a la presidencia de Venezuela. Su lema de campaña era un corazón, apelando al carisma femenino.

- Vladimir Gessen, psicólogo, fundó el partido centroderechista Nueva Generación Democrática como plataforma política. Su candidatura tuvo buena recepción en Caracas pero falló estrepitosamente en el interior de la nación. La emergencia de nuevos partidos empezaba ya a marcar la crisis del bipartidismo.

- Andrés Velásquez, sindicalista, nuevamente postulado por La Causa Radical. Como en 1983, no logró captar las preferencias del electorado pero se consolidó como líder político especialmente en el ámbito regional, ganando al año siguiente la Gobernación del Estado Bolívar por elección popular.

## Campaña electoral

### III Congreso Presidencial Socialcristiano
Entre el 19 y 20 de noviembre de 1987 se celebró en el Poliedro de Caracas el III Congreso Presidencial Socialcristiano con motivo de la escogencia del candidato presidencial para las elecciones de diciembre de 1988.
Los candidatos fueron tres: Rafael Caldera, expresidente de la República y aspirante por sexta vez a la primera magistratura, Eduardo Fernández, secretario general de COPEI, y Pedro Pablo Aguilar. Eduardo Fernández era el favorecido para ganar la elección interna, y contó con el asesoramiento del alemán Gerhard Elschner, formaba parte de la denominada generación del 58, es decir, de la generación más joven del partido.
Eduardo Fernández obtuvo un triunfo contundente, al ganar con 5.599 votos (67,4%). Caldera obtuvo 2.002 votos (24,1%) y, Pedro Pablo Aguilar 663 votos (7,9%). El político zuliano Hilarión Cardozo, vocero del derrotado Caldera, declaró tras los resultados: «Reconoce el triunfo de Eduardo Fernández y dice que Rafael Caldera hará un pronunciamiento más tarde, que Copei ha cometido un error histórico, que ese error costará caro».
|  | 67,4 % |

|  | 24,1 % |

|  | 7,9 % |

### Primarias de Acción Democrática
Para poder ser el abanderado de Acción Democrática Carlos Andrés Pérez tuvo que competir con Octavio Lepage, el candidato del lusinchismo, corriente interna liderada por Jaime Lusinchi. El gobierno de Jaime Lusinchi, que en sus propias palabras había sido el gobierno más adeco de la historia, se había caracterizado por premiar a su militancia, siguiendo una tendencia excluyente, que se distanciaba de los tres primeros gobiernos democráticos desde 1958, en los cuales se incluía en el gobierno a un importante número de políticos independientes basándose en los méritos e influencia política de los mismos, lo cual fortaleció el lusinchismo dentro de AD, especialmente en los cuadros dirigentes.
Con el control del Comité Ejecutivo Nacional de Acción Democrática en manos de Jaime Lusinchi, y la maquinaría del partido trabajando a favor de Octavio Lepage, este último se jacta de tener la mayoría de los colegios electorales en el bolsillo; Carlos Andrés Pérez responde hablando directamente a las bases del partido, usando su carisma y la popularidad de su período anterior, en sus propias palabras "Él tiene los colegios, pero yo tengo los alumnos".
Con esta estrategia, y con el apoyo decisivo del buró sindical del partido, Pérez obtiene la nominación de AD en octubre de 1987.  En cifras relativas, CAP alcanzó 64,3% de la preferencia adeca contra 35,7% que sacó Lepage, entre 50.377 militantes que conformaron los colegios electorales. El estratega político Juan José Rendón asesoró a Carlos Andrés Pérez en su campaña.

### Campañas

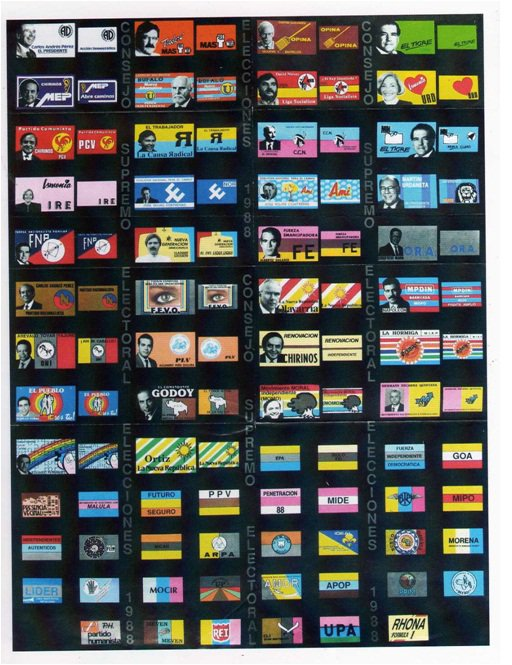
Boleta de votación de las elecciones de 1988 en Venezuela.

Aunque oficialmente la campaña presidencial de 1988 debía durar ocho meses, la misma inició en realidad el año anterior, una vez que los candidatos de Acción Democrática y Copei fueron seleccionados, y se destacó por la misma polarización bipardista que los venezolanos venían experimentando en elecciones anteriores. Haciendo uso de sus grandes recursos financieros, estos partidos se aseguraron el control de los medios audiovisuales venezolanos, lo que probablemente contribuyó en la apatía del electorado.
Carlos Andrés Pérez tuvo como lema de campaña "Carlos Andrés, la fuerza de la esperanza". Pérez utilizó su previamente cultivada imagen de estadista internacional experimentado, explotando además los éxitos de su primer gobierno, haciendo énfasis en la nacionalización del petróleo y de las industrias básicas, así como en el plan de becas de la Fundación Gran Mariscal de Ayacucho, generando grandes expectativas en la población golpeada por la crisis. Utilizando el eslogan "el gocho pal' '88", la campaña del expresidente se centró en la persona del candidato, dando pocos detalles del programa de gobierno, los cuales además fueron presentados tardíamente. Aun así, Pérez sí dio indicios de preparar cambios estructurales en el Estado, aunque se cuidó de ser más específico por motivos meramente electorales, como él mismo luego reconoció.
Eduardo Fernández, quien se inventó el mote de «El Tigre», intento presentarse ante los votantes como un hombre "rápido, sagaz y decidido", buscando ganar mayor intención de voto entre las clases populares, decidió no solo visitar a una familia en un rancho de Caracas, sino quedarse también a dormir. Según varios analistas esta acción le hizo perder popularidad en vez de ganarla a Fernández. En medio de la campaña, el expresidente y líder de COPEI Rafael Caldera, puso una nota discordante al deslindarse de Fernández y expresar que "pasaría a la reserva". Caldera resultó derrotado en las elecciones internas de la tolda verde escenificadas en 1987 en el Poliedro de Caracas.
Carlos Andrés Pérez tuvo una campaña electoral más atractiva y el apoyo de importantes personalidades, como el cantante José Luis Rodríguez "El Puma". Apoyado por las bases de su partido Acción Democrática, lo ayudó más el recuerdo de la bonanza económica de su anterior gobierno -en los spots televisivos se veía a un Pérez de 65 años, ahora a todo color, saltando charcos y estrechando manos nuevamente, tal como en 1973 que la misma maquinaria partidista, cuya dirigencia estaba asociada al ya impopular Lusinchi que dejaba la presidencia.

## Resultados
Según el CSE, la abstención fue del 18,1% del electorado; y los resultados fueron:
| Candidatos                         | Partido                                                         | Votos     | %     |
| ---------------------------------- | --------------------------------------------------------------- | --------- | ----- |
| Carlos Andrés Pérez                | Acción Democrática                                              | 3.859.180 | 52,76 |
| Carlos Andrés Pérez                | Partido Nacionalista                                            | 7.778     | 0,11  |
| Carlos Andrés Pérez                | Varias tarjetas válidas                                         | 1.885     | 0,03  |
| Carlos Andrés Pérez                | Total                                                           | 3.868.843 | 52,89 |
| Eduardo Fernández                  | COPEI                                                           | 2.932.277 | 40,08 |
| Eduardo Fernández                  | Movimiento de Integridad Nacional                               | 15.680    | 0,21  |
| Eduardo Fernández                  | Independientes con el Cambio                                    | 2.980     | 0,04  |
| Eduardo Fernández                  | Frente Nacionalista Popular                                     | 1.232     | 0,02  |
| Eduardo Fernández                  | Varias tarjetas válidas                                         | 2.892     | 0,04  |
| Eduardo Fernández                  | Total                                                           | 2.955.061 | 40,40 |
| Teodoro Petkoff                    | Movimiento al Socialismo-Movimiento de Izquierda Revolucionaria | 198.361   | 2,71  |
| Godofredo Marín                    | Organización Renovadora Auténtica                               | 63.795    | 0,87  |
| Ismenia Villalba                   | Unión Republicana Democrática                                   | 50.640    | 0,69  |
| Ismenia Villalba                   | Integración Renovadora Electoral                                | 10.998    | 0,15  |
| Ismenia Villalba                   | Varias tarjetas válidas                                         | 94        | 0,00  |
| Ismenia Villalba                   | Total                                                           | 61.732    | 0,84  |
| Edmundo Chirinos                   | Movimiento Electoral del Pueblo                                 | 28.874    | 0,39  |
| Edmundo Chirinos                   | Partido Comunista de Venezuela                                  | 24.652    | 0,34  |
| Edmundo Chirinos                   | Renovación                                                      | 3.599     | 0,05  |
| Edmundo Chirinos                   | Movimiento Moral Independiente                                  | 1.033     | 0,01  |
| Edmundo Chirinos                   | Varias tarjetas válidas                                         | 575       | 0,01  |
| Edmundo Chirinos                   | Total                                                           | 58.733    | 0,80  |
| Vladimir Gessen                    | Nueva Generación Democrática                                    | 28.329    | 0,39  |
| Andrés Velásquez                   | La Causa Radical                                                | 26.870    | 0,37  |
| Gastón Guisandes                   | Opinión Nacional                                                | 10.759    | 0,15  |
| Jorge Olavarría                    | La Nueva República                                              | 10.209    | 0,14  |
| David Nieves                       | Liga Socialista                                                 | 10.073    | 0,14  |
| Alberto Martini Urdaneta           | Frente Unido Nacionalista                                       | 5.802     | 0,08  |
| Luis Alfonso Godoy                 | El Poder Social de la Nación                                    | 2.642     | 0,04  |
| Luis Hernández                     | Cruzada Cívica Nacionalista                                     | 2.553     | 0,03  |
| Leopoldo Díaz Bruzual              | Nueva Alternativa                                               | 2.484     | 0,03  |
| Alejandro Peña Esclusa             | Partido Laboral Venezolano                                      | 2.235     | 0,03  |
| Rómulo Abreu Duarte                | Fuerza Espiritual Venezolana Orientadora                        | 1.507     | 0,02  |
| Hermán Escarrá                     | Movimiento Nacionalista Venezolano                              | 1.452     | 0,02  |
| José Rojas Contreras               | Nuevo Orden                                                     | 845       | 0,01  |
| José Rojas Contreras               | Araguaney Movimiento Independiente                              | 248       | 0,00  |
| José Rojas Contreras               | Varias tarjetas válidas                                         | 158       | 0,00  |
| José Rojas Contreras               | Total                                                           | 1.251     | 0,02  |
| Alberto Solano                     | Fuerza Emancipadora                                             | 796       | 0,01  |
| Napoleón Barrios                   | Movimiento Pro Defensa de las Ideas Nacionalistas               | 598       | 0,01  |
| Arévalo Tovar Yajure               | Organización Nacionalista Independiente                         | 408       | 0,01  |
| Rómulo Yordi Carvajal              | Pueblo                                                          | 377       | 0,01  |
| Juan Pablo Bront                   | Movimiento Independiente Apureño                                | 316       | 0,00  |
| Votos válidamente emitidos         | Votos válidamente emitidos                                      | 7.315.186 | 97,21 |
| Votos nulos                        | Votos nulos                                                     | 209.574   | 2,79  |
| Total de votos                     | Total de votos                                                  | 7.524.760 | 100   |
| Votantes registrados/participación | Votantes registrados/participación                              | 9.185.647 | 81,92 |
| Fuente: CNE.                       |                                                                 |           |       |